# Ferdinando Melani

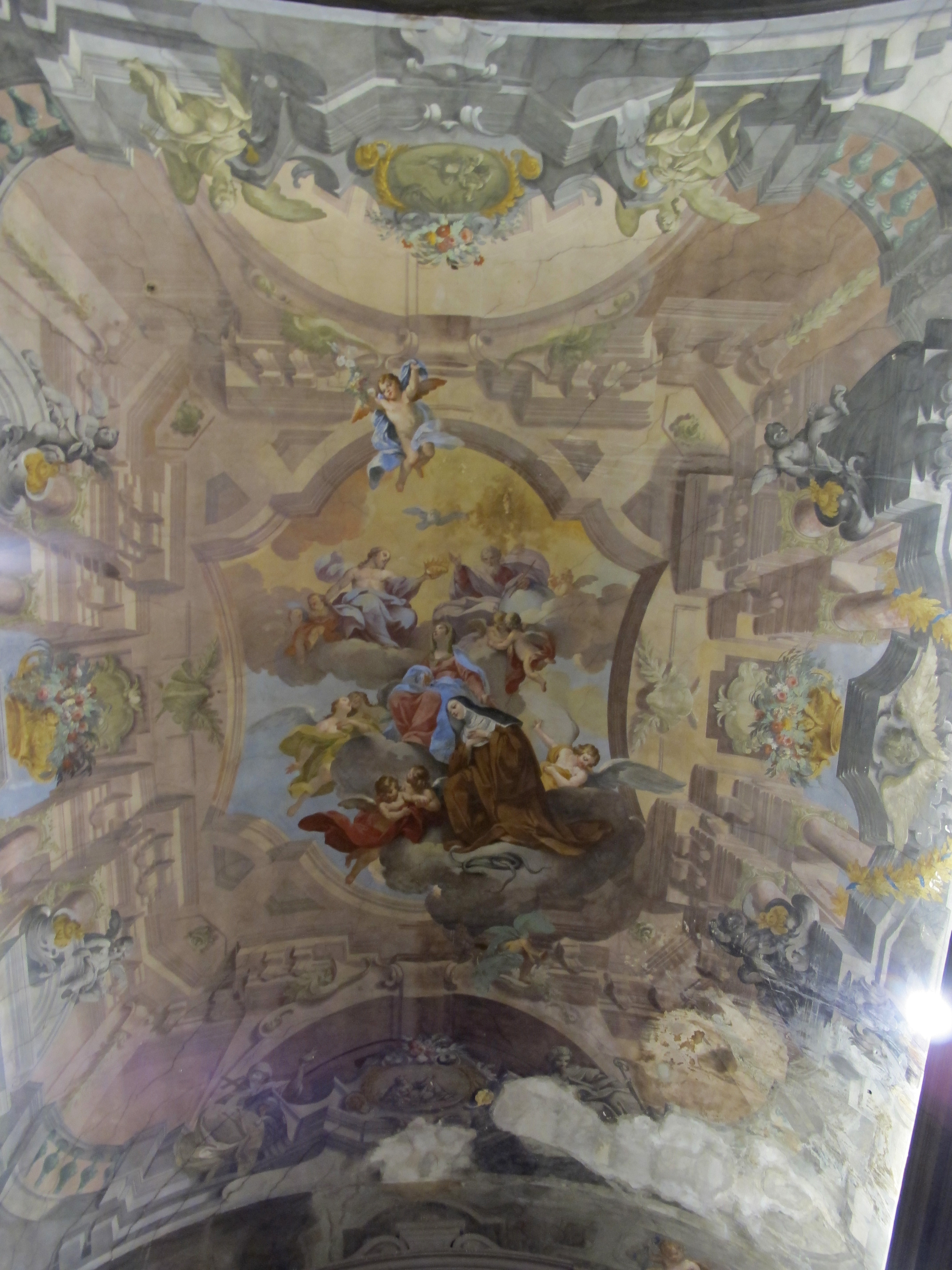
Techo de Santa Verdiana (Florencia), con Vincenzo Meucci

Ferdinando Melani (Florencia, 1713 o 1714-Florencia, después de 1765) fue un pintor italiano.

## Biografía
Se formó como pintor cuadraturista en la escuela de Benedetto Fortini. Entre las primeras obras conocidas, algunos frescos para la familia Riccardi (década de 1730), tanto en el palacio florentino como en la villa Montughi. La inscripción en la Accademia del Disegno se remonta solo a 1737.
A partir de 1743 se le encontró a menudo junto con el artista de figuras Vincenzo Meucci y el pintor de perspectiva más joven Giuseppe del Moro, una asociación que nació en la decoración de la iglesia de la Santissima Annunziata en Monticelli (ahora incorporada al complejo Montedomini) y continuó, por ejemplo, en la decoración del techo de la iglesia de Santa Verdiana.
En 1765 tenemos las últimas noticias sobre él, ligadas a un litigio por el pago de una obra en la que intervino la Academia de Diseño.

## Otros proyectos
- Multimedia en Commons.